# Triglops
Triglops ist eine Fischgattung aus der Familie der Dickkopf-Groppen (Psychrolutidae). Die Arten der Gattung kommen küstennah im nördlichen Pazifik von Hokkaidō (Japan) über das Ochotskische Meer, das Beringmeer, die Aleuten, die Küste Alaskas und  bis zum US-Bundesstaat Washington vor. Außerdem umfasst ihr Verbreitungsgebiet die Küsten des Arktischen Ozeans, Grönlands, Islands und die Atlantikküste Nordeuropas. Sie leben bis in Tiefen von über 1000 Metern. 

## Merkmale
Triglops-Arten sind langgestreckte, schlanke Fische mit spitzen Mäulern. Sie erreichen eine Länge von 10 bis 31 cm. Charakteristisch für die Gattung sind schräge Reihen von kleinen, verschmolzenen Schuppen unterhalb der Seitenlinie. Kopf und Rücken sind nicht immer beschuppt. Der obere Stachel des Vorkiemendeckels ist abgerundet oder leicht gebogen.

## Arten

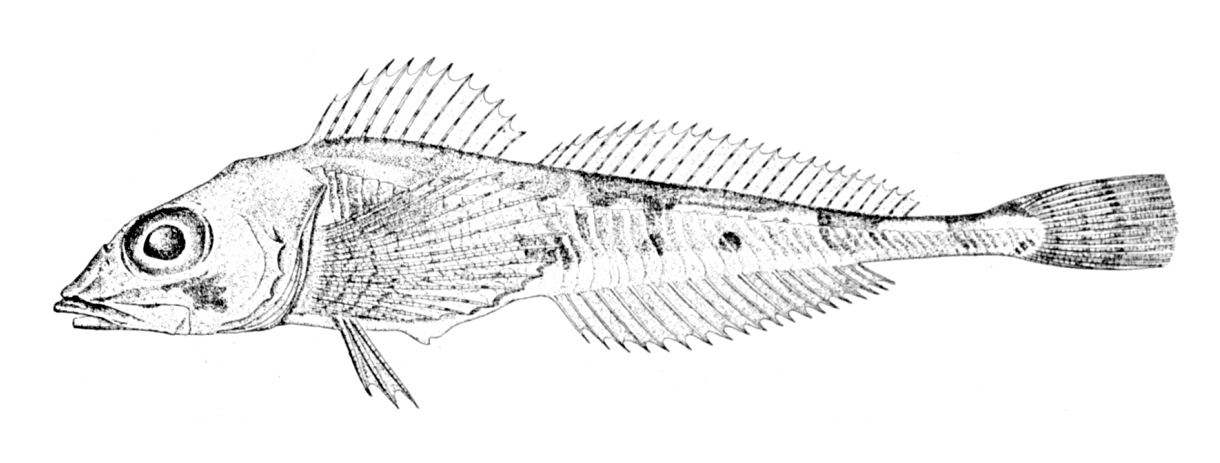
Triglops pingelii

- Triglops dorothy Pietsch & Orr, 2006
- Triglops forficatus Gilbert, 1896
- Triglops jordani Jordan & Starks, 1904
- Triglops macellus Bean, 1884
- Triglops metopias Gilbert & Burke, 1912
- Murrays Groppe (Triglops murrayi) Günther, 1888
- Triglops nybelini Jensen, 1944
- Triglops pingelii Reinhardt, 1837
- Triglops scepticus Gilbert, 1896
- Triglops xenostethus Gilbert, 1896